# Нестуля Людмила Анатоліївна
Людмила Анатоліївна Власенко, у шлюбі Нестуля (9 вересня 1957, Тюмень) – українська історикиня, поетеса і публіцистка. Кандидатка історичних наук (1989), доцентка.
У 6 років переїхала з батьками до м. Полтави. Після закінчення в 1974 р. середньої школи № 13 вступила на історичний факультет Полтавського державного педагогічного інституту (тепер ПНПУ імені В. Г. Короленка), який закінчила у 1978 році з присвоєнням кваліфікації учителя історія і суспільствознавства. Після закінчення кілька місяців працювала вчителькою історії, основ радянської держави і права неповної середньої школи у м. Кіровограді. 
За наказом Міносвіти після призиву чоловіка на строкову військову службу перерозподілена в ПДПІ імені В. Г. Короленка, на посаду завідувачки кабінету кафедри філософії. З 1.06.1979 р. переведена на посаду старшої лаборантки кафедри загальної історії. З березня 1982 року проводила семінарські заняття з історії СРСР періоду капіталізму на умовах погодинної оплати, як асистентка. 15.08.1982 р. прийнята на посаду асистента кафедри історії СРСР і УРСР як обрана за конкурсом. Звільнена із займаної посади з 15.11.1985 р. у зв’язку зі вступом в цільову аспірантуру Інституту історії АН УРСР.
Після закінчення аспірантури з 11.1988 р. отримала згоду на працевлаштування на кафедрі марксизму-ленінізму Полтавського медичного стоматологічного інституту (зараз – Українська медична стоматологічна академія). У 1989 р. стала кандидатом історичних наук зі спеціальності 07.00.02 Всесвітня історія.  Тема дисертації: «Роль багатотиражної преси України у підвищенні трудової активності працівників важкої промисловості (1981-1985 рр.)». 
З 1990-х років – відома полтавська журналістка і режисерка, авторка і ведуча програм на обласній державній телерадіокомпанії «Лтава». Викладала також курс «Технології культурно-дозвіллєвої діяльності» на кафедрі культурології ПНПУ імені В. Г. Короленка.
З 2018 р. – наукова співробітниця науково-дослідного методичного відділу пам’яткознавства Полтавського краєзнавчого музею імені Василя Кричевського.